# Fanny Gelis
Pas d'image ? Cliquez ici

a Compétitions nationales et continentales officielles uniquement.

b Matchs officiels uniquement.
Dernière mise à jour le 25 novembre 2024.
Fanny Gelis Benedet  est une joueuse internationale française de rugby à XV, née le 10 mars 1977 à Carcassonne, occupant le poste de pilière.

## Biographie
Son père a également joué comme pilier, mais à l’US Carcassonnaise. Son frère y fut seconde ligne.
Elle représente l'équipe de France, disputant notamment la Coupe du monde 2006.

## Palmarès
- Sélectionnée en équipe de France A de 2000 à  2006
- Tournoi des Six Nations en 2002, 2004 et 2005 (trois grand chelems)
- Championne d'Europe en 2004 année du Grand Chelem
- 3e de la Coupe du monde en 2002
- Championne de France avec l’USAT XV Toulouges  en 2004, 2005 et 2006
- 3e Championnat du monde en 2006